# Picrobasalte
 (mars 2022).
Un picrobasalte ou picro-basalte est une roche volcanique de composition intermédiaire entre la foïdite et le basalte d'une part et entre la picrite et le basalte d'autre part.
Il est défini, selon les recommandations de l'Union internationale des sciences géologiques, par sa composition chimique :
- le taux pondéral de silice (SiO2) est compris entre 41 et 45 % et celui des oxydes de sodium et de potassium (Na2O et K2O) est inférieur à 3 %, comme l'indique leur position dans le diagramme de la classification TAS ;
- le taux pondéral d'oxyde de magnésium (Mg2O) est inférieur à 12 %, ce qui différencie le picrobasalte de la picrite dont la teneur magnésique est supérieure à 12 %.